# Великий сад слів

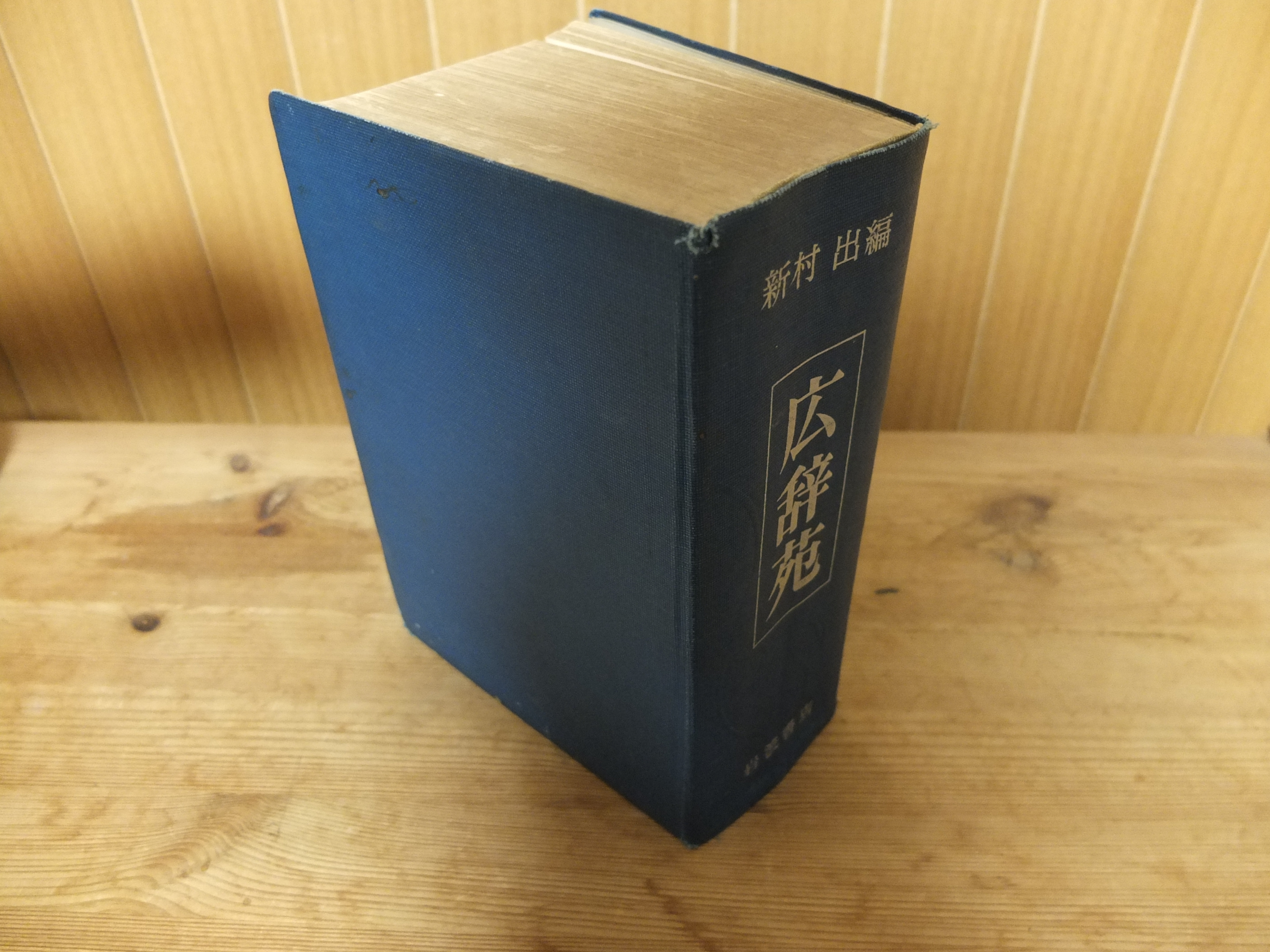
2-е видання словника

Великий сад слів (яп. 【広辞苑】, こうじえん, Кōдзіен) — тлумачний словник японської мови видавництва Іванамі Сьотен під редакцією Сіммури Ідзуру. Вперше виданий 1955 року. Витримав 6 видань. Останнє видання 2008 року містить близько 240 тисяч слів. Визнається провідним японським тлумачним словником в Японії. Використовується в електронних мобільних словниках.

## Історія видання
- 1935 — видання словника «Дзіен» (Сад слів) у видавництві Хакубункан.
- 1955 — 1-е видання словника «Кодзіен» (Великий сад слів) у видавництві Іванамі Шьотен. Містило 200 тисяч слів.
- 1969 — 2-е видання словника «Кодзіен». Містило 200 тисяч слів.
- 1976 — 2-е доповнене і перероблене видання словника «Кодзіен». Містило 210 тисяч слів.
- 1983 — 3-є видання словника «Кодзіен». Містило 210 тисяч слів.
- 1991 — 4-е видання словника «Кодзіен». Містило 220 тисяч слів.
- 1998 — 6-е видання словника «Кодзіен». Містило 230 тисяч слів.
- 2008 — 6-е видання словника «Кодзіен». Містило 240 тисяч слів.

## Формати
- Звичайний (636мм × 939мм).
- Настільний (765мм × 1085мм).
- Шкіряна оправа (636мм × 939мм).
- Обкладинка (636мм × 939мм).
- DVD-формат (містить аудіо і відео приклади, розширені текстові приклади).
- Електронна книга (як окремий словник).
- Електронний словник (як одна зі складових збірника словників).
- Портативний електронний словник.
- Стільниковий словник (програма для стільникових телефонів.

## Видання
- 新村出編  『広辞苑』 [Великий сад слів]. — 東京: 岩波書店, 1955.
- 新村出編  『広辞苑』 [Великий сад слів]. — 第2版. — 東京: 岩波書店, 1969.
- 新村出編  『広辞苑』 [Великий сад слів]. — 第2版補訂版. — 東京: 岩波書店, 1976.
- 新村出編  『広辞苑』 [Великий сад слів]. — 第3版. — 東京: 岩波書店, 1983.
- 新村出編  『広辞苑』 [Великий сад слів]. — 第4版. — 東京: 岩波書店, 1991.
- 新村出編  『広辞苑』 [Великий сад слів]. — 第5版. — 東京: 岩波書店, 1998.
- 新村出編  『広辞苑』 [Великий сад слів]. — 第6版. — 東京: 岩波書店, 2008.